# منشأة الحبشي
قرية منشأة الحبشي هي إحدى القرى التابعة لمركز دمنهور في محافظة البحيرة في جمهورية مصر العربية. حسب إحصاءات سنة 2006، بلغ إجمالي السكان في منشاة الحبشى 3143 نسمة، منهم 1629 رجل و1514 امرأة.